# Martin Kupka
Martin Kupka, né le 28 octobre 1975 à Jilemnice, est un homme politique tchèque, membre du parti démocratique civique (ODS).